# Piper purulentum
Piper purulentum är en pepparväxtart som beskrevs av Trel. & Yunck.. Piper purulentum ingår i släktet Piper och familjen pepparväxter. Inga underarter finns listade i Catalogue of Life.